# Мандюк Олег Семенович
Олег Семенович Мандюк (нар. 19 серпня 1960) — український дипломат. Генеральний консул України у Кракові. 

## Життєпис
Народився 19 серпня 1960 року у місті Львові. У 1982 році закінчив Львівський політехнічний інститут, інженер економіст. Володіє іноземними мовами: польською, англійською, російською.
З 11.1982 по 06.1983 рр. — інженер контори матеріально-технічного постачання «Облкооппостач».
З 06.1983 по 09.1985 рр. — старший інженер відділу технагляду за будівництвом Львівського обласного виробничого об'єднання колгоспів.
З 10.1983 по 05.1985 рр. — інженер відділу підсобних підприємств і промислів управління с/г Львівського облвиконкому.
З 05.1985 по 01.1987 рр. — старший диспетчер облсільгоспуправління Львівського облвиконкому, провідний спеціаліст підвідділу підсобних підприємств і промислів агропромислового комітету.
З 01.1987 по 02.1990 рр. — провідний спеціаліст підвідділу зовнішньо-економічних зв'язків агропромислового комітету.
З 02.1990 по 09.1992 рр. — заступник генерального директора зовнішньо-економічної асоціації «Львівагроімпекс».
З 09.1992 по 05.1998 рр. — голова ради зовнішньо-економічної асоціації «Новий світ».
З 05.1998 по 01.1999 рр. — директор департаменту економічної політики та ресурсів Львівської міської ради.
З 02.1999 по 04.2004 рр. — голова правління зовнішньо-економічної асоціації «Новий світ».
З 04.2004 по 04.2015 рр. — директор спільного підприємства «Новий Дім».
З 04.2015 по 09.2015 рр. — помічник-консультант народного депутата України.
З 01 вересня 2015 року — Генеральний консул України у Кракові.

## Нагороди та відзнаки
- Орден «За заслуги» ІІІ ступеня